# Hybo stationshus
Hybo stationshus är en före detta järnvägsstation längs Dellenbanan i Hybo. Stationshuset byggdes 1886 och blev ett byggnadsminne 1987.
En statlig sidobana från Norra stambanan i Ljusdal byggdes på 1880-talet till Hudiksvall och ersatte på den östra delen den äldre Hudiksvalls Järnväg. Stationshuset i Hybo ritades av SJ:s chefsarkitekt Adolf Wilhelm Edelsvärd. Edelswärd hade byggt stationer i samma snitt i Olskroken, Kimstad och byggde även en österut längs Dellenbanan i Näsviken. Av dessa är Hybo stationshus det mest välbevarade.
Bygget av stationen påbörjades 1886. Byggnaden är i trä i två våningar med stående och liggande gulmålad fasspontpanel. Utöver själva stationshuset byggdes bland annat personalbostäder, godsmagasin, lastkaj, lusthus, två banvaktsstugor och vattenverk för ångloken. Trafiken vid stationen minskade när Hybo ångsåg stängde verksamheten i slutet av 1930-talet. Stationen stängdes sedan 1971 och planer fanns på att flytta stationen till Järnvägsmuseet, men förslaget stötte på patrull. Istället köptes byggnaden av Ljusdals kommun som renoverade och rustade upp stationen 1984–1985.
Byggnaden var föremål för det första avsnittet av serien Det sitter i väggarna 2019.

## Galleri

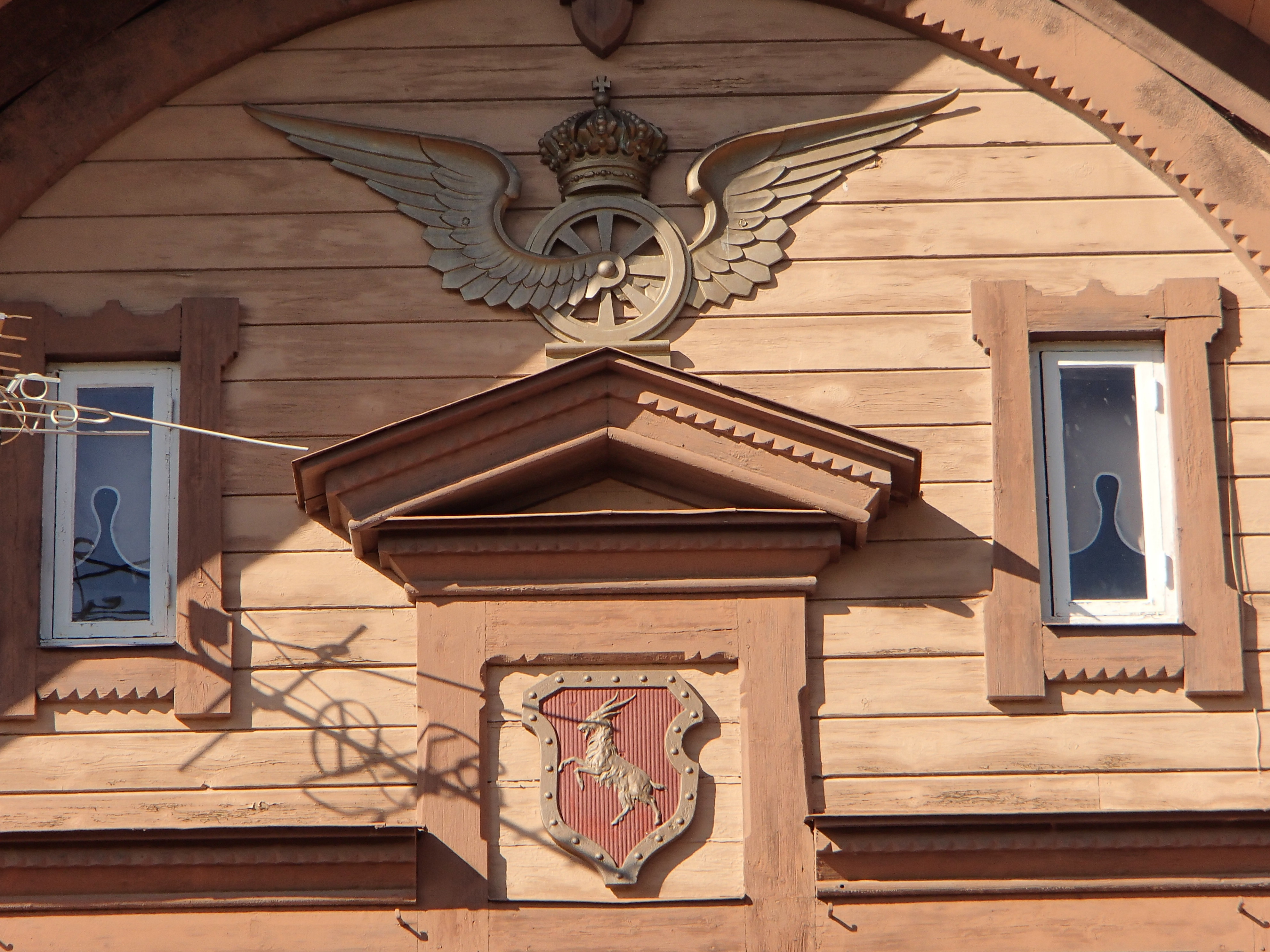
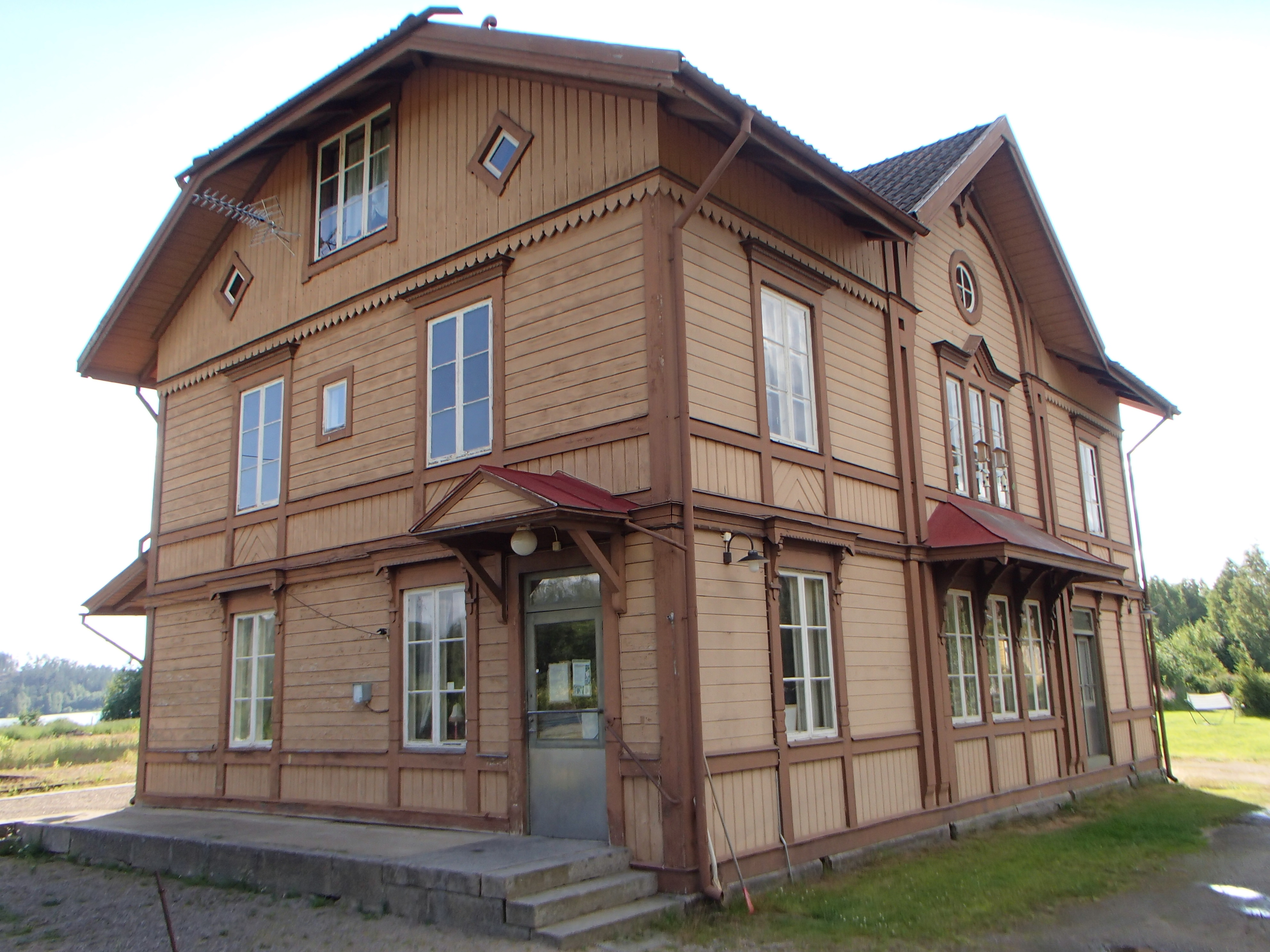